# Эванс, Лиза
Лиза Кэтрин Эванс (англ. Lisa Catherine Evans; род. 21 мая 1992, Перт, Перт-энд-Кинросс) — шотландская футболистка, вингер клуба «Бристоль Сити» и сборной Шотландии.

## Ранние годы
Эванс родилась в Перте в семье Ричарда и Кейт. В юности Эванс была футболисткой местной команды «Сент-Джонстон Гёрлз», где играла вместе с будущей партнершей по сборной Ланой Клелланд.

## Клубная карьера

### «Глазго Сити» (2008–2012)
В августе 2008 года Эванс присоединилась к команде «Глазго Сити» из Шотландской Премьер-лиги. Первоначально она начала играть за резервную команду клуба, которая выиграла второй дивизион со 100% результатом. В первой команде дебютировала в 2009 году. Эванс также была одним из первых получателей стипендии Национальной женской футбольной академии Шотландской футбольной ассоциации при Университете Стерлинга. Эванс изучала спортивную науку.
За время ее пребывания в «Глазго Сити» клуб четыре раза становился национальным чемпионом (с 2009 по 2012 год), дважды Кубок Лиги (2009, 2012) и трижды Кубок Шотландии (2009, 2011 и 2012). Эванс также получила награду «Молодой футболистки года "Глазго Сити"» в 2011 году. Она была частью команды, которая впервые вышла в 1/8 финала Лиги чемпионов УЕФА. Эванс покинула «Глазго», забив 46 голов в 39 играх национального чемпионата.

### «Турбине» (2012–2015)
В феврале 2012 года немецкий клуб «Турбине» пригласила Эванс на просмотр после того, как заметила ее в очной встречи против «Глазго Сити» в женской Лиге чемпионов УЕФА. 12 июня 2012 она подписала профессиональный контракт с потсдамской командой. В декабре того же года контракт Эванс был продлен еще на два года. В первом сезоне за «Турбине» Эванс помогла команде занять второе место в Бундеслиге и дойти до финала Кубка Германии. Она покинула потсдамский клуб, сыграв 41 матч регулярного сезона и забив 7 голов.

### «Бавария» (2015–2017)

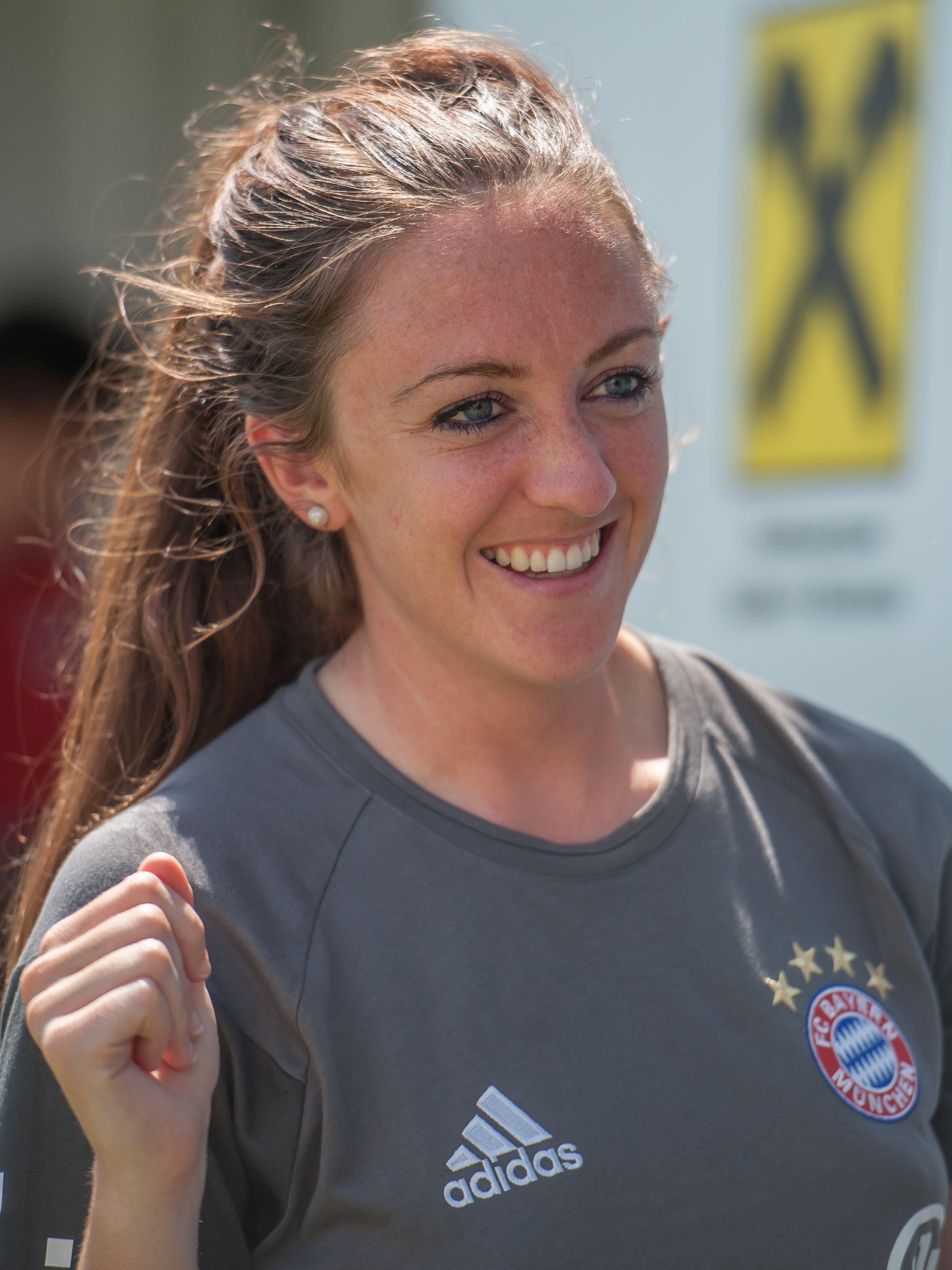
Эванс в «Баварии» в 2016 году

В апреле 2015 года было объявлено, что Эванс подписала трехлетний контракт с мюнхенской «Баварией». В своём первом сезоне она с командой выиграла Бундеслигу, а в следующем году взяли серебряные медали. Также команда дошла до 1/16 финала женской Лиги чемпионов УЕФА в сезоне 2015/16 и до четвертьфинала - в сезоне 2016/17. За время своего пребывания в «Баварии» Эванс провела 32 матча в регулярном сезоне и дважды отметилась забитым голом.

### «Арсенал» (2017–2022)
29 июня 2017 года Эванс подписал контракт с «Арсеналом». Из-за травм и конкуренции на ее позицию тренер Джо Монтемурро иногда задействовала Эванс в качестве крайнего защитника. В декабре 2018 года она продлила свой контракт с клубом. В течение своего первого сезона за «Арсенал» Эванс сыграла 18 игр в национальном чемпионате и забила два гола, выиграла Кубок Лиги и стала финалисткой Кубка Англии. 31 марта 2019 года Эванс сыграла свой 50-й матч за клуб против «Бирмингем Сити». 26 сентября 2020 года Эванс сделал хет-трик в Кубке Англии против «Тоттенхэм Хотспур».

#### Аренда в «Вест Хэм Юнайтед»
В августе 2021 года Эванс была отдана в аренду в «Вест Хэм Юнайтед».

### «Вест Хэм Юнайтед» (2022—2024)
17 июня 2022 года Эванс подписала контракт на постоянной основе с «Вест Хэм Юнайтед».

### «Бристоль Сити» (2024—н.в.)
25 января 2024 года Эванс подписала контракт с клубом «Бристоль Сити».

## Международная карьера
В октябре 2011 года Эванс дебютировала за сборную Шотландии в матче против Уэльса. В феврале 2012 года Эванс забила свой первый международный гол в товарищеской игре против Северной Ирландией в Белфасте (5:1).
Эванс забила три гола за Шотландию во время квалификации на чемпионат мира 2015 года. Шотландия заняла второе место в своей квалификационной группе и вышла в плей-офф, где проиграла Нидерландам.
В 2017 году Шотландия впервые вышла на чемпионат Европы. Эванс была включен в состав сборной Шотландии на финальный турнир, где сыграла во всех трех групповых играх. За этим последовала квалификация на чемпионат мира 2019 года, в котором шотландки заняли первое место в своей группе. 15 мая 2019 года Эванс была включена в состав сборной на финальную стадию турнира.
В первом матче чемпионата мира Шотландии против Англии Эванс отдала голевую передачу на Клэр Эмсли, которая забила первый гол Шотландии в истории турнира.

### Голы за сборную
| №  | Дата             | Место                                       | Соперник             | Результат | Турнир                  |
| -- | ---------------- | ------------------------------------------- | -------------------- | --------- | ----------------------- |
| 1  | 5 февраля 2012   | Солитьюд, Белфаст                           | Северная Ирландия    | 5:1       | Товарищеский матч       |
| 2  | 9 мая 2012       | Стадион Казимежа Дейна, Старогард-Гданьский | Польша               | 3:1       | Товарищеский матч       |
| 3  | 8 марта 2013     | ГСЗ (стадион), Ларнака                      | Англия               | 4:4       | Кубок Кипра 2013        |
| 4  | 22 сентября 2013 | Торсволлур, Торсхавн                        | Фарерские острова    | 7:2       | Квалификация на ЧМ 2015 |
| 5  | 26 сентября 2013 | Фир Парк, Мотеруэлл                         | Босния и Герцеговина | 7:0       | Квалификация на ЧМ 2015 |
| 8  | 7 марта 2013     | ГСЗ (стадион), Ларнака                      | Нидерланды           | 4:3       | Кубок Кипра 2014        |
| 9  | 10 марта 2013    | ГСЗ (стадион), Ларнака                      | Австралия            | 4:2       | Кубок Кипра 2014        |
| 10 | 5 апреля 2014    | Фир Парк, Мотеруэлл                         | Польша               | 2:0       | Квалификация на ЧМ 2015 |
| 11 | 23 октября 2015  | Фир Парк, Мотеруэлл                         | Беларусь             | 7:0       | Квалификация на ЧЕ 2017 |
| 12 | 29 ноября 2015   | Сент-Миррен Парк, Пейсли                    | Македония            | 10:0      | Квалификация на ЧЕ 2017 |
| 13 | 6 марта 2017     | Макарио, Никосия                            | Австрия              | 3:1       | Кубок Кипра 2017        |
| 14 | 9 июня 2017      | Фалкирк, Фолкерк                            | Румыния              | 2:0       | Товарищеский матч       |
| 15 | 24 октября 2017  | Пейсли 2021, Пейсли                         | Албания              | 5:0       | Квалификация на ЧМ 2019 |
| 16 | 6 марта 2017     | Пинатар Арена, Мурсия                       | Новая Зеландия       | 2:0       | Товарищеский матч       |
| 17 | 12 июня 2018     | Кельце Сити, Кельце                         | Польша               | 3:2       | Квалификация на ЧМ 2019 |

## Достижения

### «Глазго Сити»
- Чемпионка Шотландии: 2009, 2010, 2011, 2012
- Обладательница Кубка Шотландии: 2009, 2011, 2012
- Обладательница Кубка Лиги Шотландии: 2009, 2012

### «Бавария»
- Чемпионка Германии: 2015/16

### «Арсенал»
- Чемпионка Англии: 2018/19
- Обладательница Кубка Лиги Англии: 2018

## Личная жизнь

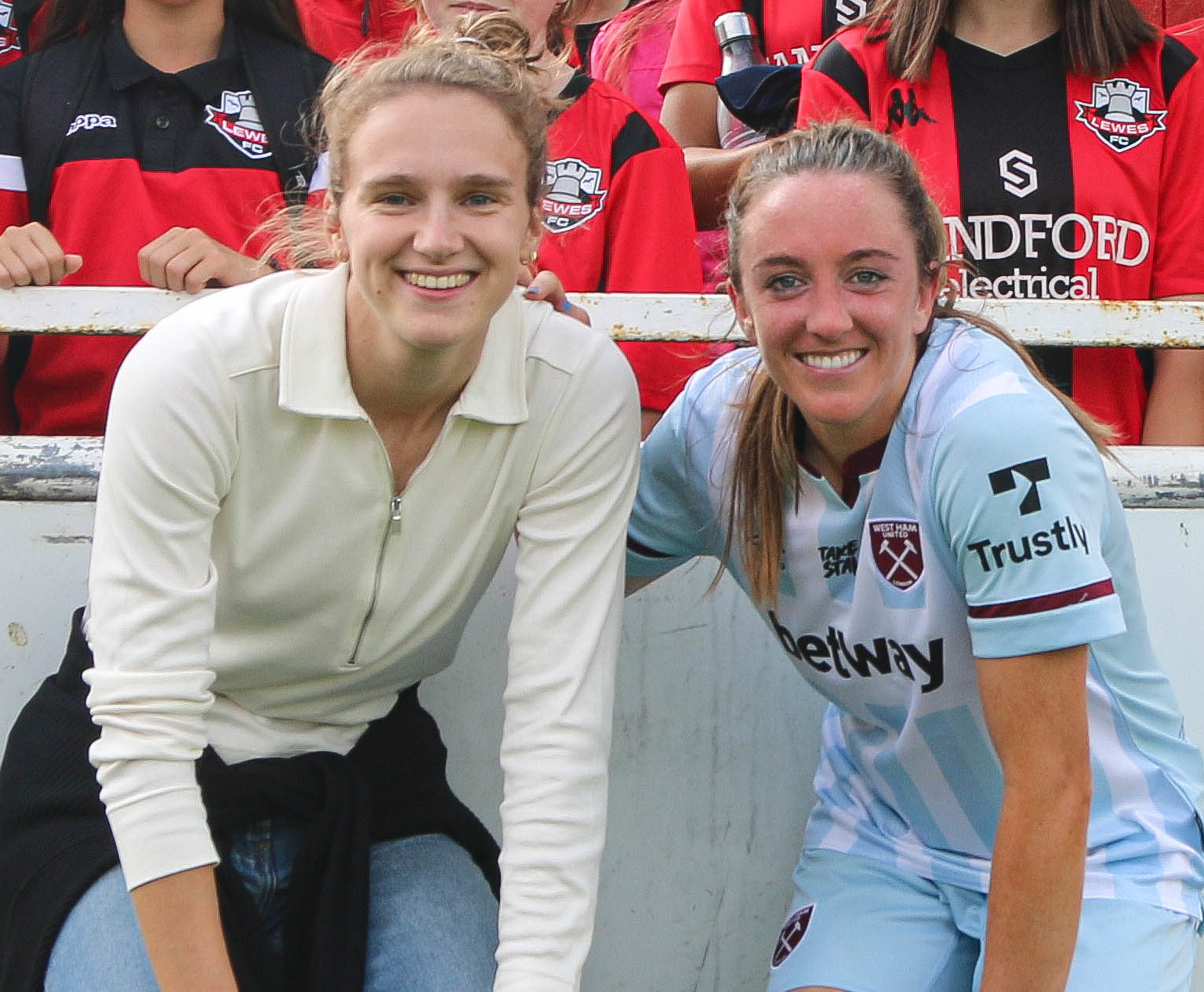
Эванс (справа) с Мидемой в 2021 году

Эванс живет к северу от Лондона со своей девушкой, футболисткой «Арсенала» и сборной Нидерландов Вивианной Мидемой. В 2021 году на канале We Play strong она рассказала, что учится заочно по специальности «Спорт, здоровье и фитнес» на онлайн-курсе.
В ноябре 2021 года Эванс и Мидема присоединились к благотворительному движению «Common Goal», направив 1% своей зарплаты общественным организациям, работающим с молодежью. Эванс сказала, что она и Мидема «хотят быть счастливыми и конструктивными людьми за пределами поля. Common Goal - идеальная платформа для коллективных и устойчивых изменений с помощью футбола».

## WePlayStrong
Эванс является одним из официальных послов УЕФА #WePlayStrong, кампании в социальных сетях и видеоблогах, которая была запущена в 2018 году. Цель этой кампании по словам Эванс состоит в том, «чтобы как можно больше продвигать женский футбол и сделать так, чтобы люди действительно знали о женском футболе». «Конечная цель состоит в том, чтобы сделать футбол самым популярным видом спорта среди женщин к 2020 году. Это является инициативой УЕФА, направленной на то, чтобы больше женщин и девочек играли в футбол, независимо от того, хотят они быть профессионалами или нет». Эта акция, в которую первоначально входили профессиональные футболистки Сара Задразил, Юнис Бекман, Лаура Фейерзингер и Эванс, а теперь также включает Петронеллу Экрот, Шэнис ван де Санден и Бет Мид, рассказывает о повседневной жизни женщин-профессиональных футболистов.